# Aucha albimedia
Aucha albimedia là một loài bướm đêm trong họ Noctuidae.